# Håknorrbosjön
Håknorrbosjön är en sjö i Hudiksvalls kommun i Hälsingland och ingår i Delångersåns huvudavrinningsområde. Sjön är 17,2 meter djup, har en yta på 0,466 kvadratkilometer och är belägen 100,2 meter över havet.

## Delavrinningsområde
Håknorrbosjön ingår i det delavrinningsområde (684827-154056) som SMHI kallar för Mynnar i Skogsjön. Medelhöjden är 163 meter över havet och ytan är 10,28 kvadratkilometer. Det finns inga avrinningsområden uppströms utan avrinningsområdet är högsta punkten. Vattendraget som avvattnar avrinningsområdet har biflödesordning 3, vilket innebär att vattnet flödar genom totalt 3 vattendrag innan det når havet efter 52 kilometer. Avrinningsområdet består mestadels av skog (79 procent). Avrinningsområdet har 0,82 kvadratkilometer vattenytor vilket ger det en sjöprocent på 7,9 procent.